# Alysia (род)
Alysia (лат.) — род паразитических наездников из семейства Braconidae (Alysiinae, Hymenoptera). Паразитоиды отряда двукрылые.

## Распространение
Встречаются повсеместно, космополитная группа, но большинство видов Alysia встречаются в северной части Северного полушария, а многие — в Голарктике. Около 70 % видов имеют большую часть или весь свой ареал в бореальном хвойном биоме. В фауне России указано 34 вида.

## Описание
Мелкие наездники-бракониды (3—5 мм). Первый членик жгутика усика длиннее второго не более чем в 1,6 раза, лицо гранулированное или в основном гладкое, глаз слабо овальный, наличник треугольной формы, широкий и выступающий вперед; мандибулы с 3 зубцами, третий в основном лопастной, второй зубец узкий и острый; пронопе отсутствует, нотаули присутствуют, прекоксальная борозда отчётливая, медиально глубоко вдавленная, скутеллярная борозда отчетливая, проподеум более или менее грубый и обычно без ареолы, иногда с расширенными дыхальцами. Птеростигма крупная, жилка 2-SR переднего крыла слегка изогнута, первая дискальная ячейка короче ширины в медианной длине. Жилка 3-SR обычно короче жилки 2-SR; жилки 2-SR+M и r-m не склеротизованы, жилка 1r-m заднего крыла короче жилки M+CU, жилка m-cu отчётливая; первый тергит с дорсопой.
Эндопаразитоиды личинок мух из семейств Каллифориды (Calliphoridae), Серые мясные мухи (Sarcophagidae), Пестрокрылки (Tephritidae), Цветочницы (Anthomyiidae), Минирующие мухи (Agromyzidae) и Грибные комары (Mycetophylidae). Вид Alysia manducator был интродуцирован для борьбы с овечьей мухой Calliphora stygia (Fabricius, 1781) в восточной Австралии и Новой Зеландии, но прижился только в последней стране..

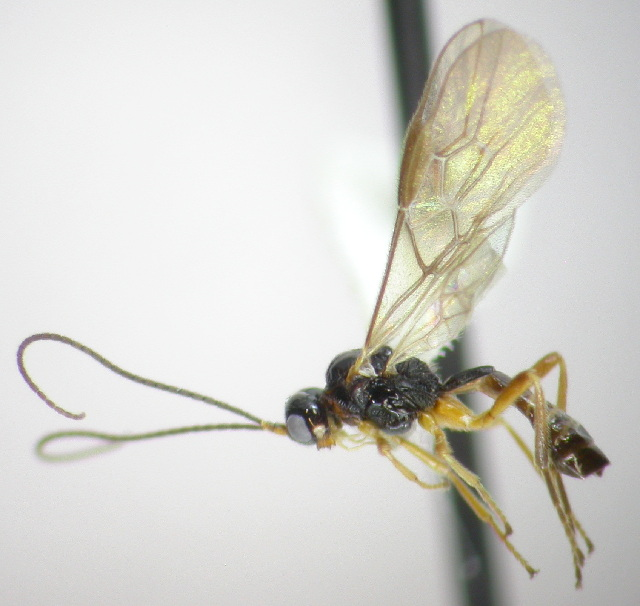
Alysia lucicola
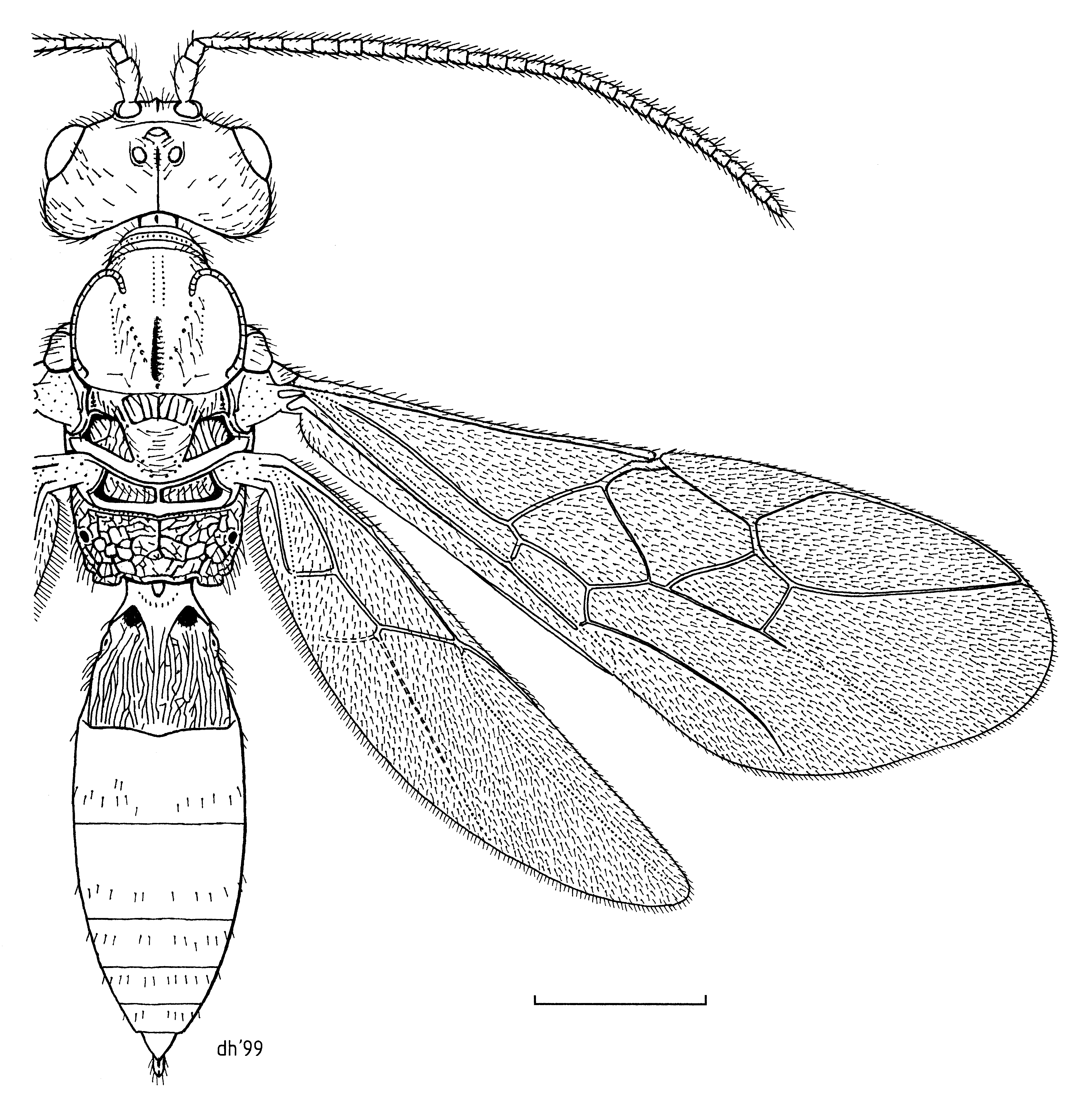
Alysia manducator
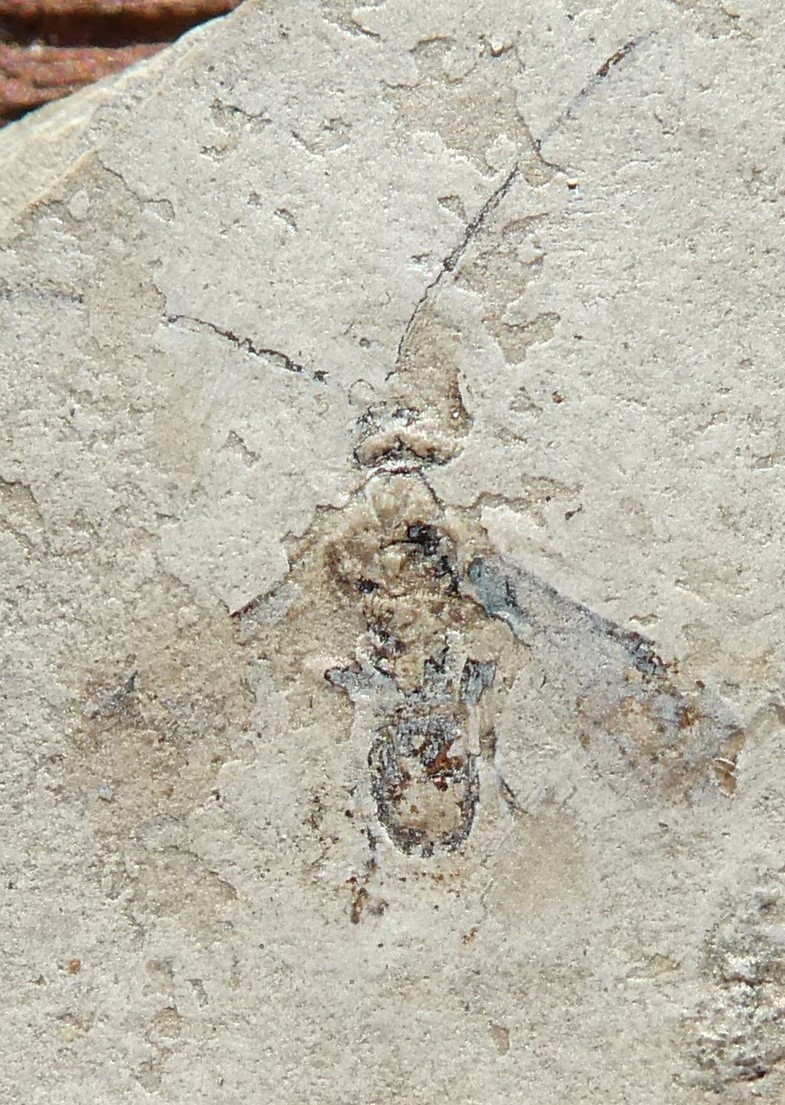
†Alysia meunieri

## Систематика
Род Alysia это большая группа в подсемействе Alysiinae, включающая 125 видов по всему миру. Этот род можно диагностировать по наличию первого жгутика длиннее второго (но не более чем в полтора раза), сравнительно короткой жилки 3-SR переднего крыла, заднему положению жилки r переднего крыла, проподеуму, более или менее морщинистому или шершавому и обычно лишенному ареолы, и отчётливой жилке m-cu заднего крыла.
- A. agricolator Zetterstedt, 1838
- A. aino Belokobylskij, 1998
- A. alkonost Belokobylskij, 1998
- A. alticola (Ashmead, 1890)
- A. arcans Wharton, 1988
- A. atra Haliday, 1838
- A. auca Belokobylskij, 1998
- A. austroussurica Belokobylskij, 1998
- A. avatsha Belokobylskij, 1998
- A. betela Papp, 1991
- A. bilobata Wharton, 1988
- A. brachycera Thomson, 1895
- A. brachyura Gurasashvili, 1984
- A. brevissima Wharton, 1986
- A. bucephala Marshall, 1898
- A. cayennensis Spinola, 1840
- A. cingulata Nees, 1834
- A. cordylurae Tobias, 1999
- A. coxalis (Ashmead, 1902)
- A. curata Fischer & Zaykov, 1983
- A. divergens Bengtsson, 1926
- A. diversiceps Fischer, 1967
- A. elongata Wharton, 1986
- A. erecta Sohn et al., 2023
- A. exigua Brues, 1910
- A. fossulata Provancher, 1888
- A. frigida Haliday, 1838
- A. fuscipennis Haliday, 1838
- A. gamaiun Belokobylskij, 1998
- A. glabra Wharton, 1988
- A. haplura Wharton, 1988
- A. hebeiensis Zhu, van Achterberg & Chen, 2018
- A. heterocera Thomson, 1895
- A. incongrua Nees, 1834
- A. intermedia Wharton, 1988
- A. kokujevi Tobias, 1986
- A. latifrons Statz, 1936
- A. lel Belokobylskij, 1998
- A. lesavka Belokobylskij, 1998
- A. longifrons Belokobylskij, 1998
- A. lucens Provancher, 1881
- A. lucia Haliday, 1838
- A. lucicola Haliday, 1838
- A. luciella Stelfox, 1941
- A. luteostigma Papp, 1993
- A. macrops Wharton, 1986
- A. macrostigma Spinola, 1851
- A. macularis Zhu, van Achterberg & Chen, 2018
- A. mandibulator (Nees, 1812)
- A. manducator (Panzer, 1799)
- A. masneri Wharton, 1988
- A. melasoma Zhu, van Achterberg & Chen, 2018
- A. meridiana Wharton, 1986
- A. mexicana Wharton, 1986
- A. micans (Viereck, 1903)
- A. mimica Gurasashvili, 1984
- A. mogol Belokobylskij, 1998
- A. mokosh Belokobylskij, 1998
- A. montana Wharton, 1988
- A. nemiza Belokobylskij, 1998
- A. nigritarsis Thomson, 1895
- A. nitidulator Zetterstedt, 1838
- A. nudinotum Wharton, 1986
- A. obasa Papp, 1991
- A. obscuripes Thomson, 1895
- A. pestovensis Tobias, 1999
- A. petrina Brues, 1910
- A. phanerognatha Cockerell, 1927
- A. picta Goureau, 1851
- A. polita Zhu, van Achterberg & Chen, 2018
- A. ponerola Papp, 2009
- A. postfurcata Wharton, 1986
- A. proia Wharton, 1988
- A. provancheri Dalla Torre, 1898
- A. pyrenaea Marshall, 1894
- A. rudis Tobias, 1962
- A. rufidens Nees, 1834
- A. ruskii Cockerell, 1913
- A. ryzhik Belokobylskij, 1998
- A. salebrosa Wharton, 1986
- A. shangrila Wharton, 1986
- A. similis (Nees, 1812)
- A. sirin Belokobylskij, 1998
- A. sophia Haliday, 1838
- A. sparsa Zhu, van Achterberg & Chen, 2018
- A. stenopos Zhu, van Achterberg & Chen, 2018
- A. subaperta Thomson, 1895
- A. subproia Tobias, 1999
- A. subtilis Wharton, 1988
- A. thapsina Wharton, 1988
- A. tipulae (Scopoli, 1763)
- A. triangulator (Nees, 1812)
- A. truncator (Nees, 1812)
- A. tubulata Wharton, 1986
- A. umbrata Stelfox, 1941
- A. urcans Wharton, 1988
- A. verrucosa Papp, 1991
- A. vespertina Wharton, 1988
- A. villosa Wharton, 1986
- A. vladik Belokobylskij, 1998
- A. zaykovi Fischer, 1994